# Callionymus richardsonii
Callionymus richardsonii är en fiskart som beskrevs av Bleeker, 1854. Callionymus richardsonii ingår i släktet Callionymus och familjen sjökocksfiskar. Inga underarter finns listade.